# Simulium baisasae
Simulium baisasae är en tvåvingeart som beskrevs av Mercedes Delfinado 1962. Simulium baisasae ingår i släktet Simulium och familjen knott.
Artens utbredningsområde är Filippinerna. Inga underarter finns listade i Catalogue of Life.